# تاکاشی اینوئه
تاکاشی اینوئه (انگلیسی: Takashi Inoue; ۲۷ دسامبر ۱۹۶۰ – ۴ مارس ۲۰۱۷) بازیگر اهل ژاپن بود.